# بيتبورت
بيتبورت (بالإنجليزية: Beatport)‏ هو متجر موسيقى إلكتروني أمريكي موجه عبر الإنترنت ومملوك لـ LiveStyle. يقع مقر الشركة في دنفر ولوس أنجلوس وحتى أن لها مقرا في برلين. يتم توجيه بيتبورت في المقام الأول نحو دي جي، لبيع الأغاني الكاملة الخاصة بهم وكذلك تمكينهم من الموارد التي يمكن استخدامها للريمكسرز.